# کوخانوفسکویه
کوخانوفسکویه (به لاتین: Kokhanovskoye) یک منطقهٔ مسکونی در روسیه است که در شهرستان کیزلیارسکی واقع شده‌است.